# Untereichen (Altenstadt)
Untereichen ist ein Gemeindeteil von Altenstadt im schwäbischen Landkreis Neu-Ulm in Bayern. 

## Lage
Das Pfarrdorf liegt etwa zwei Kilometer nördlich des Gemeindezentrums von Altenstadt. Im Osten führt die Autobahn A 7 vorbei; die nächste Anschlussstelle ist Altenstadt (drei Kilometer).

## Geschichte
Die ehemals selbstständige Gemeinde Untereichen wurde am 1. Juli 1976 nach Altenstadt eingegliedert.

## Sehenswürdigkeiten
Im Ort gibt es zwei in die Denkmalliste eingetragene Objekte:
- Katholische Pfarrkirche St. Peter und Paul, Saalbau mit eingezogenem Polygonalchor und Turm im nördlichen Chorwinkel, Turmunterteil spätgotisch, um 1617 erhöht, ansonsten Neubau an Stelle einer 1775 abgebrochenen Vorgängerkirche von Franz Xaver Miller (oder Müller), vielleicht nach Plänen von Jakob Jehle, 1778
- Steinkreuz, Illertisser Straße 79, spätmittelalterlich

Siehe: Liste der Baudenkmäler in Untereichen